# Бруно Лукк
Бруно Лукк (ест. Bruno Lukk; 17 червня 1909, Чусовий, Пермська губернія — 31 травня 1991) — естонський та радянський музикант, піаніст і музичний педагог. Директор Талліннської консерваторії (1948—1951). Народний артист Естонської РСР (1977). Лауреат Державної премії Естонської РСР (1947).

## Біографія
Бруно Лукк почав займатися музикою разом із сестрою, потім вступив до музичної школи в Тарту по класу фортепіано.
У 1928 році закінчив Латвійську консерваторію у Ризі у М. Бетге. Продовжив навчання в 1928—1933 роках у Вищій школі музики в Берліні під керівництвом Леоніда Крейцера (по класу фортепіано) і Пауля Гіндеміта (теорія музики, гармонія, контрапункт).
Його сольна кар'єра розпочалася в 1931 році в концертному залі Ризької консерваторії. Виступав як соліст і в складі різних ансамблів.
У 1941 році евакуйований на схід СРСР.
Працював у Державних ансамблях Естонії, об'єднаному колективі творчих діячів Естонської РСР, які перебували в евакуації в російському місті Ярославль у роки Німецько-радянської війни.
Із 1942 року почав грати в дуеті з Анною Клас (1909—1991), їх творча співпраця тривала до 1974 року. Дует протягом кожного року давав кілька десятків концертів.
У 1940—1941 і з 1944 — викладач Талліннської консерваторії (з 1945 професор), в 1940—1941 і 1944—1967 — завідувач кафедрою фортепіано, у 1948—1951 — директор, у 1951—1956 роках — заступник директора там же. Із 1940 до своєї смерті був професором консерваторії в Талліні, серед його учнів Арбо Валдма, Леело Килар, Калле Рандалу.
Виступав із концертами, в тому числі, на радіо, записувався на Ризькому заводі грамплатівок.
З його записів — Фантазія Шумана, п'єси Х. Еллера, друга соната Гіндеміта, Дебюссі «6 античних епіграфів», Равель «Казки Матінки Гуски» (фортепіанний дует із А. Клас), музика естонських композиторів Р. Тобіаса і М. Саара, «Карельський танець» та інші.

## Нагороди та звання
- два ордена «Знак Пошани» (1946 і 30.12.1956)
- Народний артист Естонської РСР (1977)
- Державна премія Естонської РСР (1947)